# Karos Online
Karos Online — безкоштовна багатокористувацька онлайнова рольова відеогра жанру (MMORPG), розроблена корейською компанією GalaxyGate в 2009 році. У Європі та США видавалася компанією NHN Corporation, відкритий бета-тест стартував 4 грудня 2009 року. 
Дія гри відбувається в оригінальному фентезійному світі Азмара, головним елементом якого є міфічна субстанція - флетта. Вона уособлює собою магічну силу землі і є предметом суперництва сил світла й темряви. Герой, керований гравцем, повинен здолати прокляття темряви, що загрожує знищити Азмара, і стати міфічним воїном Каросом.

## Сюжет
П'ять століть жорстока війна розривала континент Брокіон планети Азмара. Імператор Гасс наполегливо переслідував одну ціль: зібрати якомога більше Флетт і з її допомогою не допустити відродження Малекса Всемогутнього, спадкоємця престолу темряви. Обидва супротивника цілком зосередилися на підвищенні економічної та військової могутності і накопиченні Флетт, в результаті чого по всьому світу стали зникати флеттосамоцвіти. Тоді сили темряви пішли на жорсткий крок: для отримання Флетт вони стали приносити в жертву живих істот, у тому числі і представників власного народу. Тих, хто залишився в живих ,солдати темряви відправили до родовищ флетт з метою збору цієї міфічної субстанції, поки вона остаточно не вичерпалася.
Потім сили темряви дізналися, що якщо продовжувати відкладати воскресіння Малекса, то його тіло перетвориться на попіл. Захисники світла, в свою чергу, з'ясували, що Рет, спадкоємець престолу світла, також загине, якщо силам темряви все-таки вдасться воскресити свого повелителя. Посланці сил світла у що б то не стало повинні були врятувати свого престолонаслідника і на Раді флетти уклали пакт про об'єднання армій і чарівної енергії. Так утворилася Федерація Кафернель, названа на честь бога світла. Проте, через брак флеттосамоцвітів вибухнули внутрішні конфлікти, в результаті яких Федерації довелося змінити свою стратегію і зайняти більш жорстку позицію. Тільки війна могла змусити сили темряви повернути всю енергію флетти. У нагороду за перемогу над ворогом посланці світла і по сей день готові віддавати шахти з флеттом тим, хто зможе відвоювати їх у темних і обороняти. А той, кому вдасться знищити душу Малекса, отримає посаду головнокомандувача армією Федерації.

## Особливості
- інноваційна концепція флетти.
- можливість облоги замків із застосуванням облогових знарядь. Захоплення замку дозволяє збирати податок з усіх операцій, що здійснюються в світі Кароса.
- можливість захоплення шахт, які видобувають флетт.
- їздові тварини, в неактивному стані трансформуються в частину обладунку (тотем).
- система Free-to-play.